# Gastr del Sol
Gastr del Sol fue una banda fundada en la ciudad de Chicago en la cual estuvieron involucrados los músicos David Grubbs y Jim O'Rourke. Entre 1993 y 1998 editaron varios discos que exploraron desde el post-rock (escena musical con la cual fueron asociados), hasta la música concreta.

## Primeros componentes
Grubbs, integrante de las bandas Squirrel Bait, Slint y Bastro, formó el grupo en Chicago en 1991. Después de que se uniesen Bundy K. Brown en bajo y John McEntire en batería como integrantes -ambos miembros de la última formación de Bastro-, la banda editó en 1993 su primer disco, The Serpentine Similar. 
En 1994 Brown y McEntire renunciaron al grupo para unirse a Tortoise, y el guitarrista, compositor y productor Jim O'Rourke se unió a Grubbs para continuar con el proyecto.

## Formación de dúo
En este punto Gastr del sol se convirtió sobre todo en una colaboración entre Grubbs y O'Rourke, más la constante presencia de diversos invitados que siempre variaban. Aunque McEntire no era más miembro del grupo, continuó colaborando con Gastr del Sol tanto en álbumes como en conciertos..
La mayoría de los discos producidos durante este período se editaron por la discográfica Drag City, comenzando con un disco a base de guitarras acústicas llamado Crookt, Crackt, or Fly, en 1994. "Work From Smoke", la obra central del álbum, muestra la inclinación de Grubbs y O'Rourke por la interacción entre las guitarras atonales y el clarinete bajo, y de las letras cada vez más surrealistas de Grubbs.
En 1995 editaron varios discos. En el EP Mirror Repair aparecieron elementos de música electrónica. The Harp Factory on Lake Street, lanzado por el sello Table of the Elements, fue su trabajo más experimental, una obra para orquesta de cámara con voces y pianos ocasionales realizados por Grubbs.
Upgrade & Afterlife, de 1996, incluyó una obra muy destacada de la banda, "Our Exquisite Replica of 'Eternity'", y una extensa interpretación de la pieza de John Fahey llamada "Dry Bones in the Valley" con la participación de Tony Conrad en violín.
Con el lanzamiento de Camoufleur en 1998, Gastr del Sol se introdujo más en el ámbito de las melodías tradicionales y del pop barroco, creando así su álbum más accesible y tradicional en lo musical. Los diferentes patrones de acordes, melodías, fliscorno y unos arreglos de cuerdas fuertes son un adelanto de lo que emplementaría luego O'Rourke en sus discos más también más pop. El álbum fue co-compuesto por Markus Popp, del grupo alemán Oval pioneros en el género de música glitch, quien contribuyó en los aspectos electrónicos del álbum.
Luego de Camoufleur la banda se separó. Grubbs y O'Rourke continuaron editando discos solistas o con bandas dentro del rock, el pop, y la música experimental.

## Discografía
- The Serpentine Similar (Teenbeat/Drag City 1993)
- 20 Songs Less <Single> ( Teenbeat 1993)
- Twenty songs less (Teenbeat 1994)
- Crookt, Crackt, or Fly (Drag City 1994)
- Mirror Repair <EP> (Drag City 1995)
- The Harp Factory on Lake Street <EP> (Table of the Elements 1995)
- Upgrade & Afterlife (Drag City 1996)
- Camoufleur (Drag City 1998)